# Fortuna Babelsberg
Fortuna Babelsberg is een Duitse voetbalclub uit Potsdam.

## Geschiedenis
In 1906 werd Concordia 06 Babelsberg opgericht. Deze club werd in 1933 verboden door de NSDAP. Als opvolger werd VfL Eintracht 1906 Babelsberg opgericht. Na de Tweede Wereldoorlog werden alle Duitse voetbalclubs ontbonden. In 1946 werd SG Babelsberg opgericht dat een opvolger was van zowel Eintracht als van SpVgg 03 Potsdam. In 1948 werd SG Karl Marx Babelsberg opgericht als directe opvolger van SpVvg 03. Babelsberg nam twee keer deel aan de eindronde om de Oost-Duitse titel en verloor telkens van Meerane. In 1949 kwalificeerde de club zich voor het eerste seizoen van de DDR-Oberliga en nam de naam BSG Märkische Volksstimme Babelsberg aan. Op 30 oktober 1950 werd de naam gewijzigd in BSG Rotation Babelsberg. In 1950/51 werd aanvaller Johannes Schöne topschutter van de Oberliga met 38 goals, een record dat niet meer gebroken zou worden. Met een vijfde plaats in 1953/54 bereikte de club haar beste resultaat. Na negen jaar hoogste klasse degradeerde de club in 1958 naar de DDR-Liga.
Na twee seizoenen werd het eerste elftal overgeheveld naar het nieuw opgerichte SC Potsdam, dat de plaats in de DDR-Liga overnam. Het tweede elftal van BSG Rotation speelde verder in de II. DDR-Liga, de derde klasse. Nadat deze in 1963 ontbonden werd ging de club in de Bezirskliga Potsdam spelen. In januari 1966 werd de voetbalafdeling van SC Potsdam ontbonden omdat het doel om te promoveren naar de hoogste klasse, niet bereikt werd, het eerste elftal ging voor BSG Motor Babelsberg spelen. Rotation kon ook niet meer promoveren naar de DDR Liga en ging op en neer tussen Bezirksliga en Bezirksklasse met een dieptepunt in 1984 toen de club naar de Kreisklasse degradeerde. In 1969 had de club de naam BSG DEFA Babelsberg aangenomen. In 1987 promoveerde de club weer naar de Bezirskklasse.
Na de Duitse hereniging werd de naam Fortuna Babelsberg aangenomen. In 1905 werd er ook al een Fortuna Nowawes opgericht, een van de voorgangers van het huidige SV Babelsberg 03. In de jaren negentig speelde de club een aantal jaar in de Verbandsliga.